# Trebgast (gmina)
Trebgast – miejscowość i gmina w Niemczech, w kraju związkowym Bawaria, w rejencji Górna Frankonia, w regionie Oberfranken-Ost, w powiecie Kulmbach, siedziba wspólnoty administracyjnej Trebgast. Leży nad Menem, przy linii kolejowej Monachium – Drezno.
Gmina położona jest 9 km na południowy wschód od Kulmbach, 36 km na południowy zachód od Hof i 15 km na północ od Bayreuth.

## Dzielnice
W skład gminy wchodzą cztery dzielnice: 
- Feuln
- Lindau
- Trebgast
- Waizendorf

## Historia
Pierwsze wzmianki o Trebgast pochodzą z lat 1028–1040. Miejscowość należała do pruskiego Księstwa Bayreuth jednak w wyniku Traktatu tylżyckiego z 1807 Trebgast zostało włączone w 1810 do Bawarii.